# Panipt Taraf Makhdum Zadgan
Panipt Taraf Makhdum Zadgan is een census town in het district Panipat van de Indiase staat Haryana. 

## Demografie
Volgens de Indiase volkstelling van 2001 wonen er 35150 mensen in Panipt Taraf Makhdum Zadgan, waarvan 55% mannelijk en 45% vrouwelijk is. De plaats heeft een alfabetiseringsgraad van 51%. 